# Swertia nepalensis
Swertia nepalensis är en gentianaväxtart som beskrevs av J. Shah. Swertia nepalensis ingår i släktet Swertia och familjen gentianaväxter. Inga underarter finns listade i Catalogue of Life.